# Ferdinando Carlo Gonzaga
Ferdinando Carlo Gonzaga, hertig av Mantua , född 1652, död 1708, var en monark (hertig) av Mantua från 1665 till 1708.